# کاتالیزگر زیگلر-ناتا

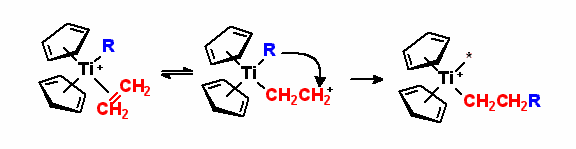
کاتالیزگر زیگلر-ناتا

## شیمی فضایی پلی-۱-آلکن‌ها
بسپارش آلکان‌های شاخه‌دار از لحاظ فضایی می‌تواند به روش‌های متنوعی صورت بگیرد.
شیمی فضایی در زنجیرهٔ بسپاری می‌تواند به صورت تک‌آرایش، هم‌آرایش، یا بی‌آرایش باشد.
بسپارهای تک‌آرایش زمانی وجود دارند که تمامی مراکز کایرال از شیمی فضایی یکسانی برخوردار باشند. مراکز بسپارهای هم‌آرایش با حالت فضایی بسپار تغییر می‌کنند.
بسپارهای بی‌آرایش مراکز کایرال معمولی ندارند. کاتالیزگرهای زیگلر-ناتا به دلیل کارایی بسیار خوب‌شان در تهیه بسپارهای ایزوتکتیک (در جایی که بسپارش با رادیکال آزاد منتج به اتکتیک بسپارها می‌شود) نقشی غیرقابل انکاری دارند.
سیستم‌های کاتالیزی مانند VCl4 بسپارهای هم‌آرایش را تولید کرده و با خط سیری متفاوت با سیستم‌های TiCl4 را طی می‌کنند.
اولین بسپار سنتز شده با این کاتالیزگر پلی‌اتیلن بود که محصول آن هیچ مرکز فعال نوری نداشت.
ناتا از این سیستم کاتالیزی استفاده کرد و به پلیمری کردن ۱-آلکن‌ها نظیر پروپیلن روی آورد تا پلی‌پروپیلن ایزوتکتیک تولید کند.

## تهیهٔ کاتالیزگرها
کاتالیزگر زیگلر و ناتا از اثر بلورهای α-TiCl3 با [AlCl(C2H5)2]2 تولید می‌شود.
فلز تیتانیوم یک ساختار بلورین که در آن تمامی یون‌های تیتانیوم با ۶ یون کلر در یک ساختار هشت‌وجهی متبلور می‌شوند را تشکیل می‌دهند.
در گوشه‌های بلور، در واقع کلرهای بلااستفاده‌ای در مکان‌هایی که فلز پیوند بازدارد، وجود دارند.
یکی از این محل‌های خالی می‌تواند با دادن الکترون‌های یکی از گروه‌های CH2 در AlCl(Et)2 پر شود.
آخرین سایت خالی نیز با یک سیستم پای دهنده (مانند آلکن) پر می‌شود. لیگاندهای فلز آلکن وارد شونده را با توجه به رشد زنجیرهٔ بسپاری محدود می‌کنند تا بدین ترتیب یک ساختار فضایی خاصی را به آن تحمیل کنند. (۴)
در طی مراحلی که شامل جابه جایی الکترون و مهاجرت است تحت مکانیزم کاسی–آرلمان (Cossee-Arlman mechanism) گسترش بسپار به‌طور فضا ویژه توضیح داده می‌شود.
وارد شدن گروه آلکیل جدید به زنجیرهٔ بسپار در فلز واسطه به وقوع می‌پیوندد، و بسپار رشد کرده و پیوندی با کاتالیست آلکیل آمونیون آن چنان‌که در واکنش زیر می‌بینید، بر قرار می‌کند.
R2AlC2H5 + (n-1) CH2=CH2 -> R2Al(CH2CH2)nH
با حذف یک هیدروژن بتا مرحلهٔ پایانی به وقوع می‌پیوندد؛ که در آن هیدروژن توسط فلز جذب شده و تشکیل پایانهٔ کربن را با ایجاد یک باند دوگانه می‌دهد. (از طریق واکنش زیر:
R2AlCH2CH2R' -> R2AlH + CH2=CH2R'
روش معادل دیگر برای تشکیل این کاتالیزور استفاده از TiCl4 و AlEt3 است. تیتانیوم کلرید تری اتیل آلومینیوم در محلولی قرارداده می‌شوند حساس به آب و پیروفوریک نسبت به هوا .. در نتیجه کاتالیزگر باید در شرایط اتمسفر خنثی تهیه شود. سیستم کاتالیست بسیار فضاگزین تر است هنگامی که کمپلکس تیتانیوم-آلومینیم بر روی MgCl2 به منظور رسیدن به گزین‌پذیری بالا برای محصول پلیمری ایزوتکتیک؛ از یک اسید لویس باید استفاده شود. برای تهیهٔ این کاتالیزگر باز لویس و منیزیم کلرید با یکدیگر آسیا شده و با محلول هپتان حاوی TiCl4 مخلوط می‌شود؛ و جامد حاصل به راحتی با صاف کردن جدا می‌شود.
سپس کاتالیست با اضافه کردن این جامد به محلول هپتانی که با آلکن مورد نظر اشباع شده اضافه می‌شود و هنگامی که AlEt3 اضافه می‌شود و کمی هم محلول را به آهستگی حرارت می‌دهیم، واکنش بسپارش آغاز می‌شود.

## مکانیزم و منشأ فضاگزینی
این فضا نظمی حاصل از مکانیزم گسترش بسپاری به نام Cossee-Arlman mechanism شناخته می‌شود، که در آن در مکان‌های اشغال نشده در سطح تیتانیوم کلر می‌نشیند.
ترکیبات آلی-فلزی دیگری هم قادر به ایجاد بسپارهای فضا نظم هستند مانند ترکیبات متالوسن. یکی از این ترکیبات (Cp)2TiCl2 است؛ این ترکیب مانند بلورهای TiCl3 جایگاه اشغال نشده ندارد و در نتیجه می‌بایست با ترکیبات آلکیل آمونیوم فعال گردد.
بسیار مرسوم است که از ترکیبات MAO یا متیل آلومین اکسان ([CH3AlO]n) به عنوان کمک‌کاتالیزگر استفاده شود. مانند AlEt3, کمپلکس فلز واسطه را با با رفتار به عنوان یک اسید لویس و جذب یکی از هالیدهای (تا بدین وسیله یک جایگاه اشغال نشده که در آن آلکن به کمپلکس اضافه شود) فعال می‌کند.

## فعالیت و پایان زنجیره
فعالیت به ذات ماده بستگی دارد. در جدول تناوبی برای ستون تیتانیم: تیتانیوم فعالترین به عنوان کاتالیست است و با فاصله زیاد هافنیوم و زیرکونیوم قرار دارند.
البته تیتانیوم در حالت اکسیداسیونی چهار خود بسیار کاتالیست خوبی است زیرا اوربیتال d آن خالی از الکترون است، در نتیجه بدون الکترون‌های d پیوند تیتانیوم – آلکن با پیوند برگشتی پایدار نمی‌گردد، در نتیجه سد انرژی برای واکنش و رشد زنجیرهٔ پلیمری کاهش یافته که این به معنای افزایش فعالیت کاتالیست است.
طول بسپار معمولاً با ثابت سرعت دو واکنش رقیب (یکی رشد زنجیره و دیگری مرحلهٔ پایانی) تعیین می‌شود.
واکنش معمولاً با حذف هیدروژن بتا پایان می‌پذیرد. این دو واکنش تأثیرگذاری کاتالیزگر را در ایجاد بسپارهای با زنجیرهٔ طولانی تعیین می‌کنند. از زمان کشف کاتالیست‌های زیگلر-ناتا، محققین بر روی این دو ثابت سرعت کار کردند تا بتوانند به‌طور تنظیم‌پذیری سیستم‌های با جرم مولکولی بالا یا پایین را طراحی کنند.
به عنوان مثال استفاده از گونه‌های زیرکونیوم به صورت متالوسن‌های نیم‌ساندویچی half-sandwich به عنوان گونه‌هایی که تشکیل بسپارهایی با جرم مولکولی پایین می‌دهند، شناخته می‌شوند (دلیل فعالیت پایین زیرکونیوم و نیز افزایش حذف بتا با تشکیل پیوند تند اثر C-Zr .)
بسپارهای با جرم مولکولی بالا زمانی که از لیگاندهای حجیم در اطراف فلز واسطه استفاده شود تشکیل می‌شوند.

## کاتالیزگرهای همگن زیگلر-ناتا
تلاش‌های زیادی در جهت ایجاد کاتالیست‌هایی که بتوانند به نحو تأثیرگذاری آلکن‌های شاخه‌دار را بسپاری کنند انجام شده‌است. همچنین تلاش‌هایی هم برای تولید کاتالیست‌های همگن زیگلر–ناتا که نیازی به کمک کاتالیزگر آلومینیوم نداشته باشند، انجام پذیرفته. این گونه‌ها کاتیونی بوده و در محلول لیگند فعال خود را از دست می‌دهند. یکی از این کاتالیست‌ها Cp2Zr(CH3)CH3B(C6F5)3 است.
آنیون بورات تفکیک‌شده و سایت فعال خالی را برای تشکیل پیوند با آلکن، خالی می‌کند.
پیشرفت‌ها در زمینهٔ ساخت آنیون‌های کوردینه شوندهٔ پیشرفته، همچنان ادامه دارد.